# Nord-Est du Mato Grosso

Étendue de la région du nord-est du Mato Grosso.

Le Nord-Est du Mato Grosso est l'une des 5 mésorégions de l'État du Mato Grosso. Elle regroupe 25 municipalités groupées en 3 microrégions.

## Données
La région compte 264 367 habitants pour 177 336 km2.

## Microrégions
La mésorégion du nord-est du Mato Grosso est subdivisée en 3 microrégions:
- Canarana
- Médio Araguaia
- Norte Araguaia